# Neolophonotus colubris
Neolophonotus colubris är en tvåvingeart som beskrevs av Jason Gilbert Hayden Londt 1988. Neolophonotus colubris ingår i släktet Neolophonotus och familjen rovflugor. Inga underarter finns listade i Catalogue of Life.